# Grödner Bach

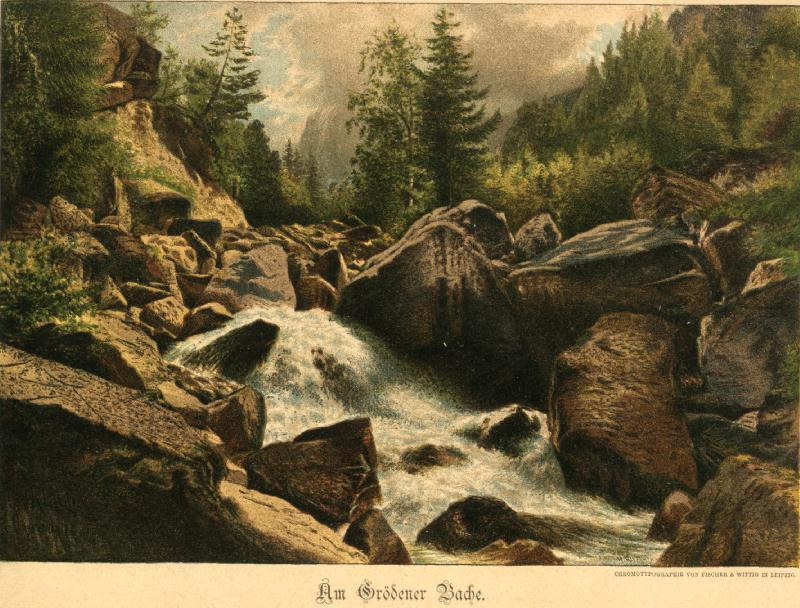
Grödner Bach nach einem Aquarell von Hermann Krabbes. Choromotypographie von Fisher &Wittig in Leipzig

Der Grödner Bach (auch Dirsching genannt, ladinisch Derjon, in alten Urkunden auch Dursan, italienisch Rio Gardena) ist mit 25,8 Kilometer Länge und einem Einzugsgebiet von 199 km² einer der größeren Zuflüsse des Eisack in Südtirol. Er entwässert das Grödner Tal in den Dolomiten und wird auch zur Stromerzeugung genutzt.

## Verlauf
Der Grödner Bach entsteht aus mehreren Quellbächen unter dem Sellajoch, fließt zunächst nordwärts ins Grödner Tal hinab und folgt diesem danach stets grob westwärts. Die erste durchquerte Ortschaft ist dabei Wolkenstein. Nach St. Christina bildet der Grödner Bach auf seinem gesamten Mittel- und Unterlauf die administrativen Grenzen des Tals: Nordseitig befinden sich die Gemeinden St. Ulrich und Lajen, südseitig Kastelruth (bzw. dessen Fraktionen Überwasser und Runggaditsch) und Waidbruck. Unterhalb der kleinen Ortschaft St. Peter im Tal verengt sich das Tal zunehmend zu einer Schlucht, an deren Ende bei Waidbruck der Grödner Bach das Eisacktal erreicht, von der Brennerautobahn A22 und der Brennerbahn überquert wird und schließlich in den Eisack mündet.
Die wichtigsten Zuflüsse des Grödner Bachs sind von rechts der aus dem Langental kommende Ruf de Val, der Cislesbach (Ruf de Ncisles) und der Annabach (Ruf de Val d’Ana), von links der Ruf da Iender und der Ruf da Bula.

## Name
Der Flussname ist erstmals in einer Urkunde von 1264 als Tursûn genannt. Es liegt rätoromanisch dursun ‚Bergrücken‘ zugrunde, das auf lateinisch dorsonia ‚Gebiet mit Bergrücken‘ zurückgeht.